# Bävern-klass
Bävern-klass är ett namn på en svensk ubåtsklass som levererades 1920. De tillverkades i Sverige på licens från A.G. Weser i Bremen men var en utveckling av den franska Laubeuf-typen. Klassen bestod till en början av tre båtar: Bävern, Illern och Uttern. Samtliga var depålagda när andra världskriget bröt ut och togs då åter i drift men var föråldrade och skrotades innan kriget var slut.
Det var den första svenska ubåten att klara undervattensläge i mer än 24 minuter.[källa behövs] Ubåtar av typen Bävern var av klass 3 och skulle klara pansarskott.
År 1925 tillkom minubåten Valen, som var baserad på Bävern-klassen och blev landets första minläggande ubåt. Den hade Bävern-typens skrovkonstruktion och hade i stort också samma dimensioner. Även den maskinella och elektriska utrustningen var identisk med Bävern-klassen. Med bibehållande av Bävern-klassens torped- och artilleribestyckning fick Valen dessutom 10 minbrunnar med 20 minor bordvarts utanför tryckskrovet. Härutöver tillkom en 25 mm kulspruta. Valen visade sig vara en lyckad konstruktion och hade goda prestanda och var i tjänst under beredskapsåren fram till hösten 1943, då hon depåförlades för att utrangeras hösten därpå.